# Kobi Mojal
Kobi Mojal (hebr. קובי מויאל; ur. 12 czerwca 1987 w Ma’ale Adummim) – izraelski piłkarz grający na pozycji pomcnika w Beitarze Jerozolima.

## Kariera klubowa
W latach 2003–2006 był zawodnikiem zespołu młodzieżowego Beitaru Jerozolima, a następnie został włączony do pierwszej drużyny tego klubu. W latach 2007–2008 przebywał na wypożyczeniu Hapoelu Kefar Sawa. W czerwcu 2008 został wypożyczony na sezon do Bene Jehuda Tel Awiw. W sierpniu 2013 przeszedł do Sheriffa Tyraspol, z którym podpisał dwuletni kontrakt (według innych źródeł roczny z możliwością przedłużenia o kolejny rok). W maju 2014 odszedł z klubu. W lipcu 2014 podpisał dwuletni kontrakt z Maccabi Hajfa. W czerwcu 2016 podpisał roczny kontrakt z Beitarem Jerozolima z możliwością przedłużenia o kolejny rok.

## Kariera reprezentacyjna
W reprezentacji Izraela zadebiutował 1 czerwca 2014 w wygranym 4:2 meczu z Hondurasem.